# Bartramia byssiformis
Bartramia byssiformis là một loài rêu trong họ Bartramiaceae. Loài này được Müll. Hal. C.H. Wright mô tả khoa học đầu tiên năm 1888.